# Krzycko Wielkie
Krzycko Wielkie – wieś w Polsce, położona w województwie wielkopolskim, w powiecie leszczyńskim, w gminie Włoszakowice, na północnym krańcu jeziora Krzycko, z przystankiem kolejowym na linii kolejowej Leszno-Wolsztyn.

## Podział wsi
| SIMC    | Nazwa     | Rodzaj    |
| ------- | --------- | --------- |
| 0377710 | Adamowo   | część wsi |
| 0377727 | Piorunowo | część wsi |

## Historia
Wieś ma metrykę średniowieczną i pierwotnie związana była z Wielkopolską. Istnieje co najmniej od końca XIII wieku. Wymieniona została w 1294 w łacińskim dokumencie jako Critsco, 1406 Crziczsko, 1418 Krziczsko, 1450 Krzyczko, 1469 Cryczsko, 1494 Crzyczsko, 1497 Maius Krzyczko, 1498 Krzyczszko, Krzyczsko, Crzissko, 1510 Maius Crziczsko, Maius Kryczko, 1530 Criczsko.
Miejscowość była wsią szlachecką należącą do lokalnej szlachty wielkopolskiej z rodu Kotwiczów, którzy od nazwy wsi utworzyli swoje odmiejscowe nazwisko Krzyckich. W 1406 wieś leżała w ziemi wschowskiej, a w 1498 należała do powiatu kościańskiego ziemi wschowskiej Korony Królestwa Polskiego. W 1510 należała do parafii Krzycko Małe.
W 1402 odnotowano proces sądowy właścicielki we wsi Katarzyny Krzyckiej z Wincentym Kotką z Jasienia w parafii Swarzędz o bydło oraz sprzęty domowe wartości 30 grzywien. W 1406 doszło do procesu właściciela wsi z królem polskim. W jego wyniku sąd ziemski kościański zaświadczył, że Zewrzyd Kotwicz z Krzycka Wielkiego przez swą przysięgę odparł zarzut królewski, że spowodował spisanie fałszywego dokumentu w sprawie obu wsi Krzycko czyli Krzycka Wielkiego i Małego (łac. "super hereditates utrumque Crziczsko"). Król polski Władysław II Jagiełło miał wobec tego wystawić mu dla tych dóbr nowy dokument własnościowy potwierdzający, zgodnie z obyczajami i statutami ziemi wschowskiej. Królowi przysługiwać miało prawo wyższe (łac. "ius supremum") w obu wsiach Krzycko. Według ustaleń sądu Zewrzyd powinien pozwać ludzi, od których kupił wspomniane dobra. W 1414 Zewrzyd Krzycki toczył proces z Fryczem, Nankerem i Hanczlem Kotwiczami. W 1418 jako dziedzica odnotowano Henryka Kotwicza.
Wieś odnotowały także historyczne rejestry podatkowe. W 1510 wieś należała do pani Elżbiety Krzyckiej. Odnotowano sołectwo leżące na 1,5 łana, 13 łanów osiadłych, karczma z gruntem 1,5 łana, dwóch zagrodników, wiatrakiem oraz folwark z 2 zagrodnikami i lasy. W 1564 wieś miała 8 łanów. W 1531 miał miejsce pobór podatków od 7 łanów po wiardunku, a od karczmy 6 groszy. W 1563 od 9 łanów, 5 komorników, "biednej kobiety" oraz karczmy. W 1566 z działu Andrzeja Krzyckiego pobrano podatek od 4 łanów i karczmy, z działu Krzysztofa Krzyckiego natomiast od 2 łanów oraz kwarty. W 1567 z działu Krzysztofa pobrano od 1,5 łana, z działu Macieja i Mikołaja od 3 łanów, a z działu Andrzeja od 4 łanów i karczmy. W 1579 pobrano we wsi podatki od 9 łanów, 4 zagrodników z rolami, 4 zagrodników bez roli, 3 komorników bez bydła, od owczarza z 14 owcami oraz od 3 rzemieślników.
Przeprowadzone przez Krzyckich podziały majątkowe doprowadziły do znacznego rozdrobnienia posiadłości, a w efekcie do utworzenia dwóch niezależnych wsi – Krzycka Wielkiego i Krzycka Małego. Właścicielami Krzycka Wielkiego do około połowy XVIII wieku pozostali Nieżychowscy herbu Pomian. Jednak na drodze małżeńskich koligacji dobra ziemskie powróciły do Krzyckich i pozostały w ich rękach do XIX wieku.
W wyniku II rozbioru Rzeczypospolitej w 1793, miejscowość przeszła w posiadanie Prus i jak cała Wielkopolska znalazła się w zaborze pruskim.
W latach 1954–1971 wieś należała i była siedzibą władz gromady Krzycko Wielkie, po jej zniesieniu w gromadzie Włoszakowice. W latach 1975–1998 wieś administracyjnie należała do województwa leszczyńskiego.
Miejscowość z gospodarką rolniczo-przemysłową, na jej terenie znajduje się spółdzielnia inwalidów, utworzona jako oddział spółdzielni "Start" z Leszna, zajmująca się produkcją elementów plastikowych.